# Gornji Stupnik
Gornji Stupnik je naseljeno mjesto u Republici Hrvatskoj u Zagrebačkoj županiji. 

## Zemljopis
Administrativno je u sastavu općine Stupnik. Naselje se proteže na površini od 7,68 km².

## Stanovništvo
Prema popisu stanovništva iz 2001. godine u Gornjem Stupniku živi 1821 stanovnik i to u 508 kućanstava. Gustoća naseljenosti iznosi 237,11 st./km².
| broj stanovnika |       |       |       |       |       |       |       |       |       |       |       |       |       | 1401  | 1821  | 2003  | 2087  |
|                 | 1857. | 1869. | 1880. | 1890. | 1900. | 1910. | 1921. | 1931. | 1948. | 1953. | 1961. | 1971. | 1981. | 1991. | 2001. | 2011. | 2021. |

## Znamenitosti
- Tradicijska kuća, zaštićeno kulturno dobro